# Dominika Podhráská
Dominika Podhráská, rozená Šteglová (* 20. července 1988), je bývalá česká florbalistka, reprezentantka, sedminásobná mistryně Česka a bronzová medailistka Mistrovství světa 2011. V české nejvyšší florbalové soutěži hrála v letech 2003 až 2016.

## Klubová kariéra
Podhráská s florbalem začínala v klubu Tatran Střešovice, se kterým v sezónách 2001/2002 až 2005/2006 získala pět juniorských titulů v řadě. Od ročníku 2003/2004 hrála již i v ženském prvoligovém týmu, pod trenérským vedením své matky Markéty Šteglové. V prvních dvou letech získaly s týmem dva vicemistrovské tituly.
Když se Tatran rozhodl soustředit se na muže, přešly v roce 2006 s velkou částí ženského týmu pod klub Děkanka Praha. S ním v sezónách 2006/2007 až 2008/2009 získala všechny tři ligové i pohárové tituly, i když část poslední z těchto sezón pro zranění kolena nehrála. Před zraněním byla kapitánkou týmu. Na Evropském poháru v letech 2008 a 2009 získaly bronz a Podhráská byla na prvním z nich zařazena do All Star týmu turnaje.
V roce 2009 se s ženským týmem osamostatnily v klubu Tigers Jižní Město (známém podle svého sponzora jako Herbadent). Mezi březnem 2007 a únorem 2010, tedy téměř tři roky, neprohrál jejich tým 77 zápasů v řadě. S Tigers získala v sezónách 2009/2010 až 2012/2013 další čtyři ligové a pohárové tituly, tedy dohromady s Děkankou sedm v řadě. Podhráská byla i v novém týmu kapitánkou. Její budoucí manžel David Podhráský byl v klubu sekretářem.
V roce 2014 pro další zranění nehrála. O dva roky později si poranila koleno znovu a k vrcholovému florbalu se již nevrátila.

## Reprezentační kariéra
Podhráská reprezentovala na prvních dvou juniorských mistrovstvích v letech 2004 a 2006, pod trenérským vedením své matky Markéty Šteglové. Na obou turnajích byla druhou nejproduktivnější českou hráčkou.
V ženské reprezentaci hrála na třech mistrovstvích mezi lety 2009 a 2013. Na šampionátu v roce 2011 přispěla vítězným gólem v zápase o bronz k první české ženské medaili.
Na Polish Cupu v roce 2013 vstřelila branku v prvním vítězném zápase proti Finsku v historii.
| Umístění         | Soutěž                                           |
| ---------------- | ------------------------------------------------ |
| 5.               | Mistrovství světa ve florbale žen do 19 let 2004 |
| 4.               | Mistrovství světa ve florbale žen do 19 let 2006 |
| 4.               | Mistrovství světa ve florbale žen 2009           |
| Bronzová medaile | Mistrovství světa ve florbale žen 2011           |
| 4.               | Mistrovství světa ve florbale žen 2013           |

## Ocenění
Za sezónu 2007/2008 byla zvolena nejlepší juniorkou a nejužitečnější hráčkou Extraligy žen.

## Rodina
Matka Podhráské, Markéta Šteglová, je bývalá úspěšná reprezentační a extraligová trenérka a hráčka. Bratr Adam je také bývalý florbalový trenér, hráč a reprezentant. Manžel David Podhráský je florbalový trenér a bývalý hráč. Švagr Michal Podhráský je také trenér a bývalý hráč florbalu a reprezentant.